# Cyril Mar Baselios Malancharuvil
Cyril Mar Baselios Malancharuvil (né le 16 août 1935-mort le 18 janvier 2007) fut primat de l'Église catholique syro-malankare entre 1995 et 2007.